# Righteous Fists of Harmony
Albums de Daedelus
Love To Make Music To
(2008) Bespoke
(2011)
Righteous Fists of Harmony est un album du compositeur californien Daedelus sorti le 22 mars 2010 sur le label Brainfeed.

## Liste des titres
1. An Armada Approaches – 6:03
2. Tidal Waves Uprising – 1:30
3. The Open Hand Avows – 2:41
4. Order of the Golden Dawn – 4:16
5. The Finishing of a Thing – 1:40
6. Succumbing to – 2:53
7. Stampede Me – 4:19
8. Fin De Siècle – 2:48